# Forstheim
Forstheim település Franciaországban, Bas-Rhin megyében. Lakosainak száma 597 fő (2022. január 1.). Forstheim Gundershoffen, Haguenau, Hegeney, Laubach, Mertzwiller és Morsbronn-les-Bains községekkel határos.

## Népesség
A település népességének változása:
| Lakosok száma | 576  | 574  | 583  | 584  | 591  | 598  | 594  | 597  | 597  |
|               | 2013 | 2015 | 2016 | 2017 | 2018 | 2019 | 2020 | 2021 | 2022 |